# Olena Kowtun
Olena Kowtun (ukrainisch Олена Ковтун, russisch Елена Ковтун; * 20. November 1966 in Brjansk, Russische SFSR) ist eine ehemalige ukrainische Tischtennisspielerin, die in den 1980er-Jahren zweimal bei der Jugend und zweimal bei den Erwachsenen Europameister wurde.

## Werdegang
Olena Kowtun ist Abwehrspielerin.
Ihre ersten Tischtenniserfahrungen sammelte sie im Klub Burewiestnik Charków. Ihren ersten internationalen Erfolg konnte sie bei den Junioren-Europameisterschaften 1981 in Topoľčany feiern, als ihre Mannschaft die Silbermedaille gewann. Es folgten die Jugend-Europameisterschaften 1984 in Linz, wo sie im Einzel vor Olga Nemes und im Doppel mit Raisa Diachenko den Titel gewann. 1986 nahm sie erstmals an einer Europameisterschaft der Erwachsenen teil. Hier wurde sie im Doppel mit Fliura Bulatowa Europameister, mit der Damenmannschaft der UdSSR holte sie Silber. 1988 gelang die Titelverteidigung im Doppel nicht, da das Endspiel gegen die Ungarinnen Csilla Bátorfi/Edit Urbán verloren ging. Dafür wurde sie mit dem Damenteam Erster. Noch einmal trat sie 1996 bei einer EM an, wo sie mit ihrer früheren Doppelpartnerin Fliura Bulatowa, die inzwischen Bulatowa-Abbate hieß, im Viertelfinale ausschied.
Von 1987 bis 2005 nahm Olena Kowtun an neun Weltmeisterschaften teil. Hierbei war Platz sechs im Mannschaftswettbewerb 1987 ihr bestes Ergebnis. Im Europäischen Ranglistenturnier TOP12 kam sie 1987 auf Platz sechs und 1988 auf Platz vier. 1988 und 2000 qualifizierte sie sich für die Teilnahme an den Olympischen Spielen. In der ITTF-Weltrangliste wurde sie 1988 auf Platz 23 geführt. Nach 2005 trat sie international nicht mehr in Erscheinung.

## Karriere im Ausland
Seit 1991 war Olena Kowtun in der polnischen Liga aktiv und spielte aktuell beim Verein Telwolt Tarnobrzeg. Sie hat eine Tochter, die ebenfalls Tischtennis spielt.

## Turnierergebnisse
| Verband | Veranstaltung                         | Jahr | Ort          | Land | Einzel           | Doppel        | Mixed        | Team  |
| ------- | ------------------------------------- | ---- | ------------ | ---- | ---------------- | ------------- | ------------ | ----- |
| UKR     | Europameisterschaft                   | 1996 | Bratislava   | SVK  |                  | Viertelfinale |              |       |
| URS     | Europameisterschaft                   | 1988 | Paris        | FRA  | letzte 16        | Silber        |              | 1     |
| URS     | Europameisterschaft                   | 1986 | Prag         | TCH  |                  | Gold          |              | 2     |
| URS     | Jugend-Europameisterschaft (Junioren) | 1984 | Linz         | AUT  | Gold             | Gold          |              |       |
| URS     | EURO-TOP12                            | 1988 | Ljubljana    | YUG  | 4                |               |              |       |
| URS     | EURO-TOP12                            | 1987 | Basel        | SUI  | 6                |               |              |       |
| UKR     | Olympische Spiele                     | 2000 | Sydney       | AUS  | sofort ausgesch. | keine Teiln.  |              |       |
| URS     | Olympische Spiele                     | 1988 | Seoul        | KOR  | sofort ausgesch. | 6             |              |       |
| UKR     | Pro Tour                              | 2004 | Warschau     | POL  | letzte 32        |               |              |       |
| UKR     | Pro Tour                              | 2002 | Warschau     | POL  | letzte 64        |               |              |       |
| UKR     | Pro Tour                              | 1997 | Gdańsk       | POL  | letzte 32        | Rd 1          |              |       |
| UKR     | Weltmeisterschaft                     | 2005 | Shanghai     | CHN  | letzte 128       | letzte 64     |              |       |
| UKR     | Weltmeisterschaft                     | 2004 | Doha         | QAT  |                  |               |              | 15    |
| UKR     | Weltmeisterschaft                     | 2003 | Paris        | FRA  | letzte 64        | letzte 64     |              |       |
| UKR     | Weltmeisterschaft                     | 2000 | Kuala Lumpur | MAS  |                  |               |              | 21-24 |
| UKR     | Weltmeisterschaft                     | 1999 | Eindhoven    | NED  | letzte 64        | Scratched     | Scratched    |       |
| UKR     | Weltmeisterschaft                     | 1997 | Manchester   | ENG  | letzte 128       | Scratched     | letzte 128   | 13    |
| UKR     | Weltmeisterschaft                     | 1995 | Tianjin      | CHN  | letzte 128       | letzte 64     | keine Teiln. | 17    |
| UKR     | Weltmeisterschaft                     | 1993 | Göteborg     | SWE  | letzte 128       | Qual          | keine Teiln. | 25    |
| URS     | Weltmeisterschaft                     | 1987 | New Delhi    | IND  | letzte 64        | letzte 16     | keine Teiln. | 6     |